# Stylopoma curvabile
Stylopoma curvabile är en mossdjursart som beskrevs av Tilbrook 200. Stylopoma curvabile ingår i släktet Stylopoma och familjen Schizoporellidae. Inga underarter finns listade i Catalogue of Life.